# Burmannia longifolia
Burmannia longifolia ist eine Pflanzenart aus der Familie der Burmanniaceae. Sie ist beheimatet in Malesien (Thailand, Philippinen, Borneo, Sumatra, Java, Malaysia, Neuguinea).

## Beschreibung
Burmannia longifolia ist eine ausdauernde, blattgrüne, unverzweigt bis sehr selten verzweigt wachsende krautige Pflanze, die eine Wuchshöhe von 30 bis 75, selten 9 bis 100 Zentimeter erreicht. Sie ist nicht mykotroph. Das Rhizom ist zylindrisch und 2 bis 18 Zentimeter, die Wurzeln faserförmig und mehrfach verzweigt.
Die Blätter sind linealisch, 3,5 bis 20 Zentimeter lang und 3,5 bis 10 Millimeter breit. Sie stehen in zweizeiliger Anordnung, nach oben weniger werdend. Der Blütenstand ist ein aus in der Regel 15 bis 25 herabhängenden Blüten bestehender Doppelwickel. Die annähernd ungestielten Blüten sind 8 bis 20 Millimeter lang und grünlich weiß, nach außen hin blass purpurn. Die Blütenröhre ist zylindrisch und 2,8 bis 5,3 Millimeter lang, die  Flügel sind extrem reduzierten und verlaufen von unterhalb des Ansatzes der Blütenlappen bis zur Mitte des Fruchtknotens. Die äußeren Blütenlappen sind dreieckig, spitz und am Rand eingerollt und 1,7 bis 3,5 Millimeter lang, die inneren breit umgekehrt-eiförmig, an der Spitze abgerundet, eingerollt und 1,5 bis 2,2 Millimeter lang. Die Staubfäden sind ungestielt oder mit kurzem, dickem Stiel versehen und setzen in der Blütenhülle unterhalb des Ansatzes der inneren Blütenlappen an, das Konnektiv weist zwei kurze, seitliche Arme auf, die die Thecae tragen. Der Griffel ist fadenförmig und ebenso lang wie die Blütenröhre, an seinem Ende stehen die drei annähernd ungestielten, trompetenförmigen Narben. 
Die Fruchtknoten sind elliptisch bis umgekehrt-eiförmig und 3,8 bis 10 Millimeter lang. Die 
Kapsel öffnet sich entlang unregelmäßiger Querschlitze. Die Samen sind zahlreich, spanförmig und gelb.

## Verbreitung
Burmannia longifolia ist beheimatet in Malesien (Thailand, Philippinen, Borneo, Sumatra, Java, Malaysia, Neuguinea) und findet sich als Epiphyt auf Moospolstern, Felsen oder Baumstümpfen in Höhenlagen zwischen 1500 und 2300 Meter, selten auch tiefer.

## Systematik
Die Art wurde 1877 von Odoardo Beccari erstbeschrieben. 

## Nachweise
- Dianxiang Zhang: Systematics of Burmannia L. (Burmanniaceae) in the Old World, S. 167–168, in: Hong Kong University Theses Online, Thesis (Ph.D.), University of Hong Kong, 1999.